# Waltheria preslii
Waltheria preslii är en malvaväxtart som beskrevs av Wilhelm Gerhard Walpers. Waltheria preslii ingår i släktet Waltheria och familjen malvaväxter. Inga underarter finns listade i Catalogue of Life.